# フレモント郡 (コロラド州)
フレモント郡（英: Fremont County）は、アメリカ合衆国コロラド州の中央部に位置する郡である。2010年国勢調査での人口は46,824人であり、2000年の46,145人から1.5％増加した。コロラド州で13番目に人口の多い郡である。郡庁所在地はキャニオンシティ市（人口16,400人）であり、同郡で人口最大の都市でもある。郡の全体がキャニオンシティ小都市圏を構成している。
郡内には15の刑務所がある。アメリカ合衆国で唯一のスーパーマックス刑務所であるADXスーパーマックスが郡内フローレンス市の南の未編入領域にある。
フレモント郡は1861年11月1日にコロラド準州によって創設された最初の17郡の１つである。郡名は探検家で大統領候補者にもなったジョン・C・フレモントに因んで名付けられた。芸術家のクリストとジャンヌ＝クロードはフレモント郡内のアーカンザス川の一部を布で梱包するというとんでもない計画を発表した。

## 地理
アメリカ合衆国国勢調査局に拠れば、郡域全面積は1,533.95平方マイル (3,972.9  km2)であり、このうち陸地は1,532.93平方マイル (3,970.3 km2)、水域は1.02平方マイル (2.6 km2)で水域率は0.07％である。

### 隣接する郡
- テラー郡 - 北
- エルパソ郡 - 北東
- プエブロ郡 - 南東
- カスター郡 - 南
- サワチ郡 - 南西
- チャフィー郡 - 北西
- パーク郡 - 北西

## 人口動態
以下は2000年国勢調査による人口統計データである。
| 基礎データ - 人口: 46,145人 - 世帯数: 15,232 世帯 - 家族数: 10,494 家族 - 人口密度: 12人/km2（30人/mi2） - 住居数: 17,145軒 - 住居密度: 4軒/km2（11軒/mi2） 人種別人口構成 - 白人: 89.52% - アフリカン・アメリカン: 5.34% - ネイティブ・アメリカン: 1.53% - アジア人: 0.50% - 太平洋諸島系: 0.06% - その他の人種: 1.22% - 混血: 1.82% - ヒスパニック・ラテン系: 10.35% 年齢別人口構成 - 18歳未満: 20.6% - 18-24歳: 7.5% - 25-44歳: 33.4% - 45-64歳: 24.0% - 65歳以上: 14.6% - 年齢の中央値: 39歳 - 性比（女性100人あたり男性の人口） - 総人口: 133.9 - 18歳以上: 143.5 | 世帯と家族（対世帯数） - 18歳未満の子供がいる: 30.0% - 結婚・同居している夫婦: 56.3% - 未婚・離婚・死別女性が世帯主: 9.2% - 非家族世帯: 31.1% - 単身世帯: 26.9% - 65歳以上の老人1人暮らし: 12.5% - 平均構成人数 - 世帯: 2.43人 - 家族: 2.93人 収入と家計 - 収入の中央値 - 世帯: 34,150米ドル - 家族: 42,303米ドル - 性別 - 男性: 30,428米ドル - 女性: 23,112米ドル - 人口1人あたり収入: 17,420米ドル - 貧困線以下 - 対人口: 11.7% - 対家族数: 8.3% - 18歳未満: 14.8% - 65歳以上: 7.4% |

## 政府とインフラ
コロラド州矯正部が郡内で幾つかの刑務所を運営している。矯正部はキャニオンシティ内のコロラド領域矯正施設を運営している>。さらにキャニオンシティに近い幾つかの矯正施設が郡内の未編入領域にある。コロラド州の死刑囚を収容し死刑執行室があるコロラド州立刑務所も郡内にある。その他郡内にある州立の刑務所としては、アローヘッド矯正センター、センテニアル矯正施設、フレモント矯正施設、フォーマイル矯正センター、およびスカイライン矯正センターがある。
コロラド州女性矯正施設はキャニオンシティ近くの未編入領域にあったが、2009年6月4日に廃所になった。

## 都市と町
- キャニオンシティ - 郡庁所在地
- フローレンス
- ブルックサイド
- コールクリーク
- コトパクシ
- リンカーンパーク
- ペンローズ
- ロックベイル
- ウィリアムズバーグ

## レクリエーション地域
- アーカンザス川水源レクリエーション地域

## 国有林と原生地
- パイク国立の森
- サンイザベル国立の森
- サングレ・デ・クリスト原生地

## 国立景観道路
- ゴールドベルトツアー国立景観歴史側道

## 大陸横断トレイルと自転車道
- アメリカン・ディスカバリー・トレイル
- トランスアメリカ・トレイル自転車道
- ウェスタン・エキスプレス自転車道

## 姉妹都市
フレモント郡はシスターシティ・インターナショナルに登録される姉妹都市2件を締結している。
- 日本、山形県、河北町、1993年にキャニオンシティと締結
- ロシア、ヴァルダイ